# Kelly Overton
Kelly Overton (Wilbraham, Massachusetts, 28 de agosto de 1978) é uma atriz, roteirista, diretora e produtora norte-americana.personagem protagonista de Van Helsing. 

## Inicio da Carreira
Overton cresceu em Wilbraham, Massachusetts, e estudou na American Academy of Dramatic Arts em Nova Iorque, onde graduou-se com sua maior honraria, o Prêmio Charles Jehlinger.

## Carreira e Sucesso
Ela tem realizado off-Broadway, em Shakespeare regional, e em vários programas de TV. Ela começou na televisão nacional em 2000 no papel de Rainn Wilkins em diversas temporadas de All My Children e, em seguida, em 2002, voltou ao teatro na Broadway, onde ela estreou no palco do elenco original de The Graduate como uma substituta para várias funções, eventualmente substituindo Alicia Silverstone no papel de Elaine Rodrigues, em frente Kathleen Turner e Jason Biggs. Depois de cinco anos em Nova York, ela se mudou para Los Angeles, onde trabalhou no cinema e na TV. Em 2008, com o marido de Judson Pearce Morgan, que escreveu, dirigiu, produziu e estrelou The Collective de. Ela interpreta a Christie Monteiro, na adaptação cinematográfica de 2010 da série de jogos de luta Tekken.Em 2016 começou a interpretar Vanessa Van helsing no seriado Van Helsing 

## Diretora e roteirista
De seu papel como Andrea Barton no episódio Numb3rs "Hollywood Homicide", Todd Mason revisor da revista TV Guide, escreveu: "Kelly Overton destacou em seu pequeno papel...". De sua estreia na direção com o filme The Collective, revisor Josué Tanzer escreveu: "O coletivo é muito bem filmado, bem trabalhada", enquanto Farley Elliott de Laist escreveu: "A história, embora não assustadoramente original, é definitivamente cativante, e a direção é soberbo. Kelly Overton, que ajudou a escrever o filme, é cativante e você realmente quer que ela tenha sucesso".

## Vida pessoal
Overton se casou com o ator Judson Pearce Morgan, em abril de 2004. 
O casal se separou em 2023.

## Outros trabalhos
Kelly Overton também atuou no filme Tekken, interpretando a capoeirista Christie Monteiro. Também interpretou Rikki Naylor na série True Blood. Fez uma breve participação em CSI MIAMI. Esteve também no filme O Chamado 2, onde interpretou a personagem Betsy. Atualmente, Kelly Overton interpreta Vanessa Helsing na série Van Helsing.